# Zdjęcia (Apple)
Zdjęcia – aplikacja do zarządzania i obróbki zdjęć opracowana przez Apple. Wydana po raz pierwszy z iOS 8 17 września 2014, następnie 8 kwietnia 2015 z aktualizacją 10.10.3 systemu OS X Yosemite oraz 13 września 2016 dla tvOS 10.

## Live Photos
Live Photos (film ukryty w zdjęciu) - funkcja wprowadzona wraz z ekranem Multi Touch przy iPhone 6s. Polega na uchwyceniu "okoliczności zdjęć", na które składają się chwile tuż przed i po zrobieniu zdjęcia.

## Historia
W czerwcu 2014 Apple ogłosiło plan zakończenia rozwoju iPhoto i Aperture, które w 2015 miała zastąpić nowa aplikacja. Zdjęcia zostały wydane dla systemu OS X Yosemite wraz z aktualizacją 10.10.3. 13 września 2016 aplikacja została wydana dla tvOS wraz z 10 wersją systemu.